# Жестуно
Жестуно (Международен жестомимичен език) е един от жестомимичните езици, създаден за стандартизиране на комуникацията по целия свят. Той ползва единствено знаци и то само с една ръка, по чисто практически съображения. Жестуно е от семейството на пиджин езиците.

## Наименование
Докато по-популярно е названието „Международен жестомимичен език“ (официално, на английски: International Sign (IS), а неофициално International Sign Language (ISL), International Sign Pidgin или International Gesture (IG)), то се ползва и „жестуно“ (на английски: Gestuno).

## История
През 1951 г. се основава Световна федерация на глухите. На Първия конгрес на глухите се взема решение за стандартизиране на жестомимичните езици. Необходимостта от такъв „жестомимичен Есперанто“ се налага от наличието на над 100 жестомимични езика и техни диалекта, което затруднява безпроблемното разбиране по време на работата на конгреси, конференции, симпозиуми и др. Първото издание на жестуно речника (1965 г.) съдържа 300 жеста, а третото (1975 г.) достига до 1500. Международният жестомимичен език продължава да се развива и разширява.

## Недостатъци
Следва да се отбележи, че жестуно има няколко недостатъка:
- В никой от издадените речници не е публикувана граматическата основа на езика (казус важащ за всички жестомимични езици);
- Не разкрива ползваните жестове в контекста, в който се намират;
- Не обяснява изкуствените принципи образуващи новата лексика;
- Жестуно се основава изцяло на 4 жестомимични езика – британски, италиански, американски и руски;
- Отсъстват изцяло жестове от азиатски, африкански и южноамерикански национални езици;
- Казусът, когато за едно понятие в един език има название, а в друг няма. Например в англ. език uncle е название за вуйчо, чичо и свако, без да ги разграничава. Така и в жестомимичните езици има само един жест, като артикулацията (която не всеки използва) указва кое точно се има предвид.

## Граматика
Като всеки жестомимичен език и жестуно е далеч по-опростен от конвенционалните естествени езици по отношение на броя думи (лексика) и законите и правилата за построяване на изречения и словосъчетания (синтаксис). Например жестомимичните езици нямат родове, спрежения на глаголи и времена, а тази информация се предава посредством контекста. Задължително, обаче, е наличието на подлог.
Жестомимичните езици, обаче, не са безпомощни при изразяване на граматическата категория време. Например за изразяване на минало време се използва спомагателният жест „вече“, който се прибавя непосредствено след глагола.

## Лексика
Т.к. жестуно е базиран на западноевропейски жестомимични езици, то той е по-трудно разбираем за африканци и азиатци. Над 60% от постъпилите в жестуно знаци са общовалидни за останалите жестомимични езици. Причина за това не се посочва преднамереното буквалното заимстване, а естественото им наличие в много жестомимични езици, оправдано от универсалното им за разбиране значение. Само 2% от знаците в жестуно са уникални. Останалите 38% са заети (заимствани) и могат да бъдат проследени до съществуващ жестомимичен език или група от свързани езици.

## Букви и цифри
Жестуно има система от знаци обозначаващи числа, която се различава значително от съществуващите до момента в други жестомимични езици.